# Государственные символы Нагорно-Карабахской Республики
Государственными символами Наго́рно-Караба́хской Респу́блики (Респу́блики Арца́х) являлись государственный флаг, государственный герб и государственный гимн непризнанной Нагорно-Карабахской Республики (НКР).

## Флаг
Флаг представлял собой прямоугольное полотнище из трёх горизонтальных и равных по длине полос. По правой стороне полотнища расположен белый пятизубчатый ступенчатый ковровый узор. Узор занимает одну треть флага. Соотношение сторон флага — 1:2. Флаг принят 2 июня 1992 года.
Символика цветов следующая: красный — непрекращающаяся борьба армянского народа за существование, христианскую веру, независимость и свободу, синий — воля армянского народа жить под мирным небом, оранжевый солидарность и трудолюбие армянского народа.

## Герб
Герб представлял собой изображение орла с распростёртыми крыльями, над головой которого расположена корона династии Арташесидов. На груди орла — щит, разделённый на две части: в верхней — панорама горы Большой Кирс, высочайшей точки Карабахского хребта, в нижней — вертикальное изображение флага НКР.
В центре щита изображен монумент «Мы — наши горы» в Степанакерте (Ханкенди), столице непризнанной НКР. Орёл держит плоды земледелия: пшеницу, виноград и шелковицу. Орла окружает золотая лента с надписью чёрными буквами на армянском языке «Нагорно-Карабахская Республика — Арцах» (арм. Լեռնային Ղարաբաղի Հանրապետություն Արցախ).

## Гимн
Государственный гимн НКР — «Свободный и независимый Арцах» — был принят решением Верховного совета республики 17 ноября 1992 года.
Автором слов являлся заслуженный деятель культуры Республики Армения Вардан Акопян. Aвтор мелодии — Армен Насибян. Автор русского перевода — Виктор Коноплёв.